# Basilia carteri
Basilia carteri är en tvåvingeart som beskrevs av Scott 1936. Basilia carteri ingår i släktet Basilia och familjen lusflugor. Inga underarter finns listade i Catalogue of Life.